# Spilomicrus punctatus
Spilomicrus punctatus is een vliesvleugelig insect uit de familie van de Diapriidae. De wetenschappelijke naam van de soort is voor het eerst geldig gepubliceerd in 1978 door Kozlov.